# Onthophagus citreum
Onthophagus citreum là một loài bọ cánh cứng trong họ Bọ hung (Scarabaeidae).